# Yahoo (companhia)
Yahoo (anteriormente chamada Yahoo! Inc., Oath Inc. e Verizon Media) é uma subsidiária da divisão Media and Telematics da companhia norte-americana Verizon Communications, que serve como empresa-mãe de conteúdo de sua subdivisões AOL e Yahoo!.
A Verizon anunciou a aquisição da AOL em maio de 2015, e anunciou uma oferta para adquirir os negócios operacionais do Yahoo! em julho de 2016. A AOL e o Yahoo irão manter suas respectivas marcas seguindo a completação da transação.
Formou-se uma empresa chamada Oath, que iria controlar o AOL e o Yahoo, com um nome que deveria transmitir o compromisso da empresa-mãe com o negócio de mídia. Entretanto, em janeiro de 2019, decidiram alterar o nome da empresa para Verizon Media.

## Sede
Tanto as sedes da AOL e a antiga sede do Yahoo! são sede da Verizon Media, efetivas após a aquisição do Yahoo. Atualmente, as duas sedes são localizadas em Nova Iorque e em Sunnyvale nos Estados Unidos. Eles também têm escritórios no Canadá, Brasil, Irlanda, Bélgica, França, Alemanha e Índia.

## Marcas
Algumas da marcas sob a égide da Verizon Media incluem:
- AOL
- BrightRoll
- Cambio
- Engadget
- Flickr
- Kanvas
- HuffPost
- MapQuest
- Moviefone
- Polyvore
- RYOT
- TechCrunch
- Yahoo!